# Tajny radca
Tajny radca (niem. Geheimrat) był początkowo tytułem wysokich urzędników państwowych, zasiadających u boku suwerena w gremium doradczym rozpatrującym sprawy polityki wewnętrznej i ustawodawstwa.
Z biegiem czasu kolegia radców przy boku panującego zniknęły, ale tytuł pozostał honorowym wyróżnieniem urzędników państwowych. W pierwszej połowie XIX wieku wprowadzono tytuł „rzeczywisty tajny radca” (Wirklicher Geheimrat) jako szczególne wyróżnienie. Posiadał go m.in. Goethe.
Tytuł tajnego radcy często wiązał się z resortem, w którym działał wyróżniony, np. „tajny radca handlowy” (Geh. Kommerzienrat, do dziś nadawany w Austrii). Używany był w państwach języka niemieckiego, krajach skandynawskich oraz Rosji.